# Jeździectwo na Letnich Igrzyskach Olimpijskich 1936 – skoki przez przeszkody indywidualnie
Konkurencja skoków przez przeszkody podczas XI Letnich Igrzysk Olimpijskich została rozegrana 16 sierpnia 1936 roku. Zawody odbywały się na stadionie olimpijskim. Wystartowało 54 zawodników z 18 krajów.

## Wyniki
| Pozycja | Jeździec                        | Kraj              | Koń          | Punkty karne | Punkty karne | Punkty karne | Uwagi                    |
| Pozycja | Jeździec                        | Kraj              | Koń          | Z            | NC           | Ł            | Uwagi                    |
| ------- | ------------------------------- | ----------------- | ------------ | ------------ | ------------ | ------------ | ------------------------ |
| 1.      | Kurt Hasse                      | III Rzesza        | Tora         | 4,00         | 0,00         | 4,00         | Dogrywka o złoty medal   |
| 1.      | Henri Rang                      | Rumunia           | Delfis       | 4,00         | 0,00         | 4,00         | Dogrywka o złoty medal   |
| 3.      | József von Platthy              | Węgry             | Sellő        | 8,00         | 0,00         | 8,00         | Dogrywka o brązowy medal |
| 3.      | Georges Ganshof van der Meersch | Belgia            | Ibrahim      | 8,00         | 0,00         | 8,00         | Dogrywka o brązowy medal |
| 3.      | Carl Raguse                     | Stany Zjednoczone | Dakota       | 8,00         | 0,00         | 8,00         | Dogrywka o brązowy medal |
| 6.      | Johan Greter                    | Holandia          | Ernica       | 12,00        | 0,00         | 12,00        |                          |
| 6.      | José Beltrão                    | Portugalia        | Biscuit      | 12,00        | 0,00         | 12,00        |                          |
| 6.      | Xavier Bizard                   | Francja           | Bagatelle    | 12,00        | 0,00         | 12,00        |                          |
| 6.      | Maurice Gudin de Vallerin       | Francja           | Ecuyère      | 12,00        | 0,00         | 12,00        |                          |
| 6.      | Cevat Kula                      | Turcja            | Sapkin       | 12,00        | 0,00         | 12,00        |                          |
| 11.     | Jan de Bruine                   | Holandia          | Trixie       | 15,00        | 0,00         | 15,00        |                          |
| 11.     | Arnold Mettler                  | Szwajcaria        | Durmitor     | 15,00        | 0,00         | 15,00        |                          |
| 11.     | Henry de Menten de Horne        | Belgia            | Musaphiki    | 15,00        | 0,00         | 15,00        |                          |
| 14.     | Manabu Iwahashi                 | Japonia           | Falaise      | 12,00        | 3,25         | 15,25        |                          |
| 15.     | Renzo Bonivento                 | Włochy            | Osoppo       | 16,00        | 2,75         | 18,75        |                          |
| 16.     | Gerardo Conforti                | Włochy            | Saba         | 20,00        | 0,00         | 20,00        |                          |
| 16.     | Marten von Barnekow             | III Rzesza        | Nordland     | 20,00        | 0,00         | 20,00        |                          |
| 16.     | Heinz Brandt                    | III Rzesza        | Alchimist    | 20,00        | 0,00         | 20,00        |                          |
| 16.     | Domingos de Sousa               | Portugalia        | MerleBlanc   | 20,00        | 0,00         | 20,00        |                          |
| 20.     | Takeichi Nishi                  | Japonia           | Iranus       | 19,00        | 1,75         | 20,75        |                          |
| 21.     | Luís Mena e Silva               | Portugalia        | Faussette    | 24,00        | 0,00         | 24,00        |                          |
| 21.     | Heinrich Sauer                  | Austria           | Goriette     | 24,00        | 0,00         | 24,00        |                          |
| 23.     | Henri van Schaik                | Holandia          | Santa Bell   | 24,00        | 0,50         | 24,50        |                          |
| 24.     | Arthur Qvist                    | Norwegia          | Notatus      | 24,00        | 1,00         | 25,00        |                          |
| 25.     | William Bradford                | Stany Zjednoczone | Don          | 17,00        | 10,00        | 27,00        |                          |
| 25.     | Arne Francke                    | Szwecja           | Urfé         | 27,00        | 0,00         | 27,00        |                          |
| 27.     | Miloslav Buzek                  | Czechosłowacja    | Chroust      | 28,00        | 0,00         | 28,00        |                          |
| 27.     | Saim Polatkan                   | Turcja            | Schakal      | 28,00        | 0,00         | 28,00        |                          |
| 29.     | Constantin Apostol              | Rumunia           | Dracu-site   | 21,00        | 7,75         | 28,75        |                          |
| 30.     | Jörg Fehr                       | Szwajcaria        | Corona       | 25,00        | 4,00         | 29,00        |                          |
| 31.     | Hans Iklé                       | Szwajcaria        | Exilé        | 29,00        | 1,50         | 30,50        |                          |
| 32.     | Rolf Örn                        | Szwecja           | Kornett      | 31,00        | 0,75         | 31,75        |                          |
| 33.     | Ottmár Szepesi                  | Węgry             | Pókai        | 35,00        | 0,00         | 35,00        | [ 1 ]                    |
| 34.     | Cornelius Jadwin                | Stany Zjednoczone | Ugly         | 33,00        | 4,50         | 37,50        |                          |
| 35.     | Hirotsugu Inanami               | Japonia           | Asafuji      | 39,00        | 0,00         | 39,00        |                          |
| 36.     | Janusz Komorowski               | Polska            | Dunkan       | 45,00        | 2,25         | 47,25        |                          |
| 37.     | Gerhard Egger                   | Austria           | Mimir        | 31,00        | 16,50        | 47,50        |                          |
| 38.     | Jean de Tillière                | Francja           | Adriano      | 41,00        | 10,25        | 51,25        |                          |
| –       | Yves Van Strydonk De Burkel     | Belgia            | Ramona       | EL           | EL           | EL           | EL                       |
| –       | Capel Brunker                   | Wielka Brytania   | Magpie       | EL           | EL           | EL           | EL                       |
| –       | Bill Carr                       | Wielka Brytania   | Bovril       | EL           | EL           | EL           | EL                       |
| –       | Jack Talbot-Ponsonby            | Wielka Brytania   | Kineton      | EL           | EL           | EL           | EL                       |
| –       | Fernando Filipponi              | Włochy            | Nasello      | EL           | EL           | EL           | EL                       |
| –       | Henrik Skougaard                | Norwegia          | Felicia      | EL           | EL           | EL           | EL                       |
| –       | Halfdan Petterøe                | Norwegia          | Schamyl      | EL           | EL           | EL           | EL                       |
| –       | Rudolf Trenkwitz                | Austria           | Danubia      | EL           | EL           | EL           | EL                       |
| –       | Michał Gutowski                 | Polska            | Warszawianka | EL           | EL           | EL           | EL                       |
| –       | Tadeusz Sokołowski              | Polska            | Zbieg II     | EL           | EL           | EL           | EL                       |
| –       | Toma Tudoran                    | Rumunia           | Hunter       | EL           | EL           | EL           | EL                       |
| –       | Gustaw Adolf Bernadotte         | Szwecja           | Aida         | EL           | EL           | EL           | EL                       |
| –       | Josef Seyfried                  | Czechosłowacja    | Radmila      | EL           | EL           | EL           | EL                       |
| –       | Julius Čoček                    | Czechosłowacja    | Chostra      | EL           | EL           | EL           | EL                       |
| –       | Cevat Gürkan                    | Turcja            | Güdük        | EL           | EL           | EL           | EL                       |
| –       | Elemér von Barcza               | Węgry             | Kopé         | EL           | EL           | EL           | EL                       |

## Dogrywka o złoty medal
| Pozycja | Jeździec   | Kraj       | Koń    | Punkty karne | Czas   |
| ------- | ---------- | ---------- | ------ | ------------ | ------ |
| złoto   | Kurt Hasse | III Rzesza | Tora   | 4,00         | 59,2   |
| srebro  | Henri Rang | Rumunia    | Delfis | 4,00         | 1:12,8 |

## Dogrywka o brązowy medal
| Pozycja | Jeździec                        | Kraj              | Koń     | Punkty karne | Czas   |
| ------- | ------------------------------- | ----------------- | ------- | ------------ | ------ |
| brąz    | József von Platthy              | Węgry             | Sellő   | 0,00         | 1:02,6 |
| 4.      | Georges Ganshof van der Meersch | Belgia            | Ibrahim | 0,0          | 1:09,0 |
| 5.      | Carl Raguse                     | Stany Zjednoczone | Dakota  | 4,00         | 1:02,4 |